# Santana (gruppo musicale)
Santana è un gruppo musicale che si è formato a San Francisco, e le cui origini vanno individuate nelle jam session realizzate da Carlos Santana – che avrebbe dato il nome alla formazione –, Gregg Rolie e David Brown. I Santana crearono nei primi anni un’originale fusione del rock con sonorità latinoamericane, dando vita al rock latino per poi passare alla musica fusion. La formazione nel tempo ha subito diversi cambi del suo organico.

## Storia del gruppo
Il gruppo venne formato dal messicano Carlos Santana (chitarra solista) nel 1966 a San Francisco come Santana Blues Band, un nome presto abbreviato in Santana. All'inizio il loro organico comprendeva Tom Frazier (chitarra ritmica), Mike Carabello (percussioni), Rod Harper (batteria), Gus Rodriguez (basso) e Gregg Rolie (tastiera e voce). La band esordì dal vivo verso la fine del 1966 al Mission District della stessa città californiana, esibizione che verrà immortalata nell'album The Live Adventures of Mike Bloomfield and Al Kooper (1968). La band si guadagnò una certa notorietà nella sola Bay Area e si esibì per la prima volta al Fillmore West nel giugno del 1968. Le performance tenute presso il medesimo teatro sono documentate in Live at the Fillmore 1968 (1997).

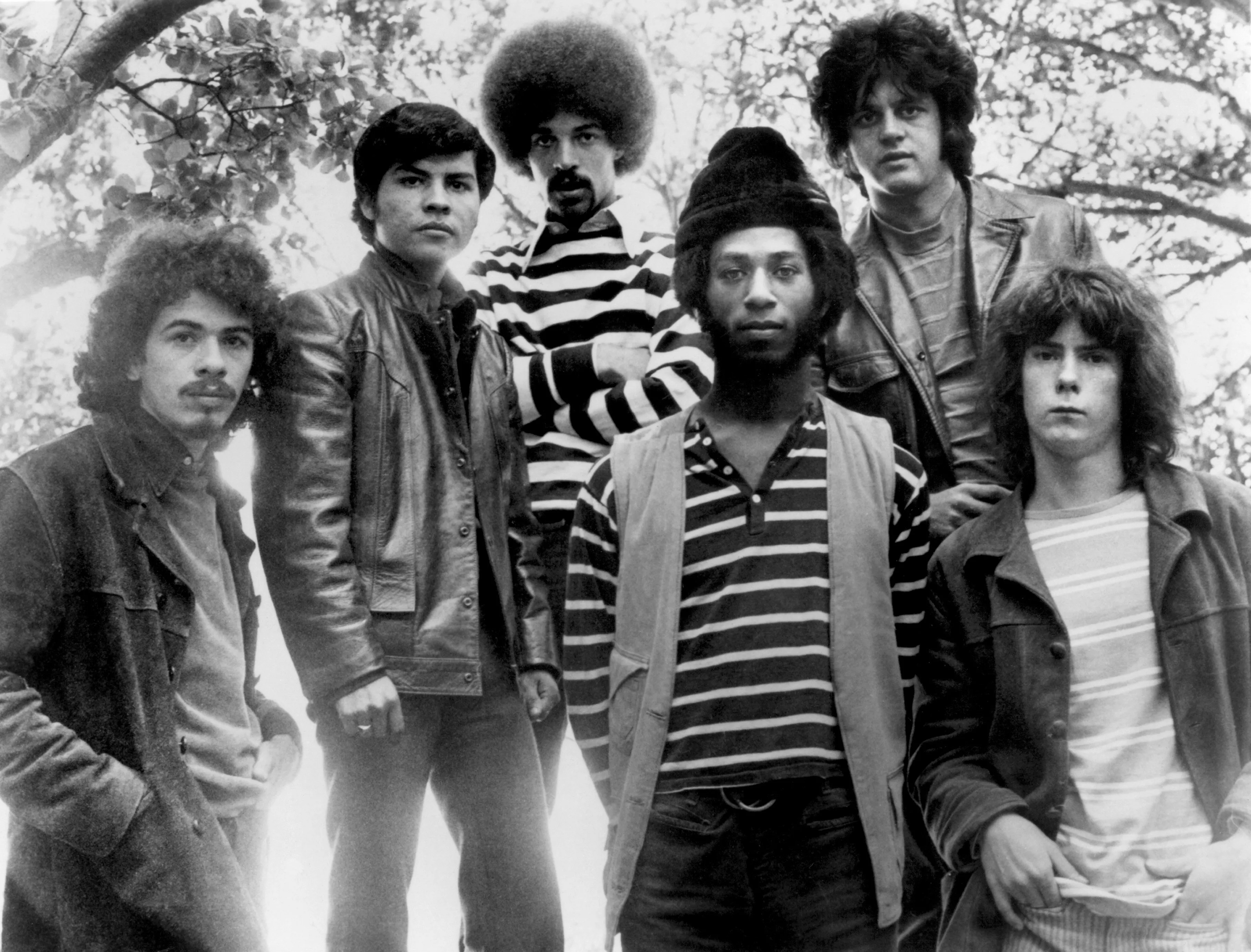
I Santana nel 1969. Da sinistra Santana, Areas, Carabello, Brown, Rolie e Shrieve

Grazie al successo della loro esibizione al festival di Woodstock, i Santana riuscirono a catturare l'attenzione della Columbia, che li mise sotto contratto. Il loro primo album omonimo (1969) incontrò i favori della critica e del pubblico e divenne disco di platino. Il successivo Abraxas (1970) viene considerato il loro capolavoro e contiene alcune delle tracce più famose del gruppo tra cui Oye como va (scritta da Tito Puente), Black Magic Woman (una cover dei Fleetwood Mac) e Samba pa ti.
Tuttavia, già a partire dalla prima metà degli anni settanta, Carlos Santana si era avvicinato al guru Sri Chinmoy iniziando a pubblicare album in proprio, e la formazione si addentrò in un repertorio più jazz e misticheggiante, come conferma il loro Caravanserai (1972), primo album della nuova fase. Nonostante la critica avesse lamentato un calo di qualità e di freschezza sonora, la loro popolarità accrebbe ulteriormente grazie all'ambizioso album dal vivo registrato in Giappone Lotus (1974). Intanto, due dei loro membri, Gregg Rolie e Neal Schon, si allontanarono per formare i Journey.
Nonostante ci fosse stato un calo nelle vendite dei dischi dei Santana, i concerti della formazione ottenevano sempre ottimi riscontri da parte del pubblico, come quello tenuto alla Latin Mission di San Francisco del 1987, al quale parteciparono 200.000 persone.
L'album Spirits Dancing in the Flesh (1990), ultimo album per la Columbia e primo pubblicato negli anni novanta, è degno di nota per la presenza degli ospiti Vernon Reid, Bobby Womack e Chester Thompson. Dopo essere passato alla Island, il gruppo pubblicò Milagro (1992), dedicato al suo manager Bill Graham recentemente deceduto.
Nel 1998 il gruppo venne inserito nella Rock & Roll Hall of Fame, con Carlos Santana, José Chepito Areas, David Brown, Mike Carabello, Gregg Rolie e Michael Shrieve.
Tornati alla Columbia, i Santana pubblicarono Supernatural (1999), che si avvale della presenza di Eric Clapton, Lauryn Hill, Dave Matthews e molti altri artisti celebrati. Il disco entrò ai primi posti delle classifiche di tutto il mondo.
Nel 2016 si riunì il gruppo storico con Schon, Rolie, Carabello e Shrieve per l'album Santana IV che arrivò in quarta posizione nella Official Albums Chart, in quinta nella Billboard 200 e in Germania, in settima in Svizzera e Paesi Bassi e in ottava in Nuova Zelanda.

## Membri del gruppo

### Voce
| - Gregg Rolie - 1966-72 - Leon Thomas - 1973 - Leon Patillo -1973-1975 - Evan Thur - 1974-75 - Greg Walker - 1975-76, 1976-79, 1983-85 - Luther Rabb - 1976 - Joel Badie - 1976 | - Alex Ligertwood - 1979-83, 1984-85, 1987, 1989-91, 1992-94 - Buddy Miles - 1986, 1987 - Tony Lindsay - 1991, 1995 -2003 - 2015 - Vorriece Cooper - 1993 - Curtis Salgado - 1995 - Andy Vargas - 1999-presente - Ray Greene - 2016 - presente |

### Tastiere
| - Gregg Rolie - 1966-72 - Tom Coster - 1972-78, 84 - Chris Rhyne - 1978-79 - Alan Pasqua - 1979-80 | - Richard Baker - 1980-82 - David Sancious - 1984 - Sterling Crew - 1985 - Lawrence Rogers - 1994-1998 - CT Chester Thompson-1984-2009 - Freddie Ravel - 2009-2010 - Dave K.Mathews - 2010-presente |

### Chitarra
| - Tom Frazier - 1966-67 - Neal Schon - 1971-72 - Chris Solberg - 1978-80 - Buddy Miles - 1986 | - Jorge Santana - 1993 - 1996 - Alec Evans - 1997 - 1999 - Thommy Anthony - 2005 - presente |

### Basso
| - Gus Rodriguez - 1966-67 - David Brown - 1967-71, 1973-76 - Tom Rutley - 1971-72 - Doug Rauch - 1972-73 - Byron Miller - 1976 - Pablo Telez - 1976-77 | - David Margen - 1977-82 - Keith Jones - 1983-84, 1989 - Alphonso Johnson - 1985-89, 1992 - Benny Rietveld - 1990-92, 1996-2006 - Myron Dove - 1992-1996 - Chris Schwegler - 2006- 2017 - Benny Rietveld - 2018 -presente |

### Batteria
| - Rod Harper - 1966-67 - Bob Livingston - 1967-69 - Michael Shrieve - 1969-74, 1988 - Ndugu Leon Chancler - 1974-76, 1988 - Gaylord Birch - 1976, 1991 - Graham Lear - 1976-84, 1985-87 - Chester C. Thompson - 1984 | - Walfredo Reyes - 1989-91, 1992-93 - Billy Johnson - 1991, 1994, 2000-2001 - Rodney Holmes - 1993-94, 1997-2000 - Tommie Bradford - 1994 - Horacio 'El Negro' Hernandez - 1997 - Ricky Wellman - 1997 - Dennis Chambers - 2004 - 2013 - Jose Pepe Jimenez - 2013-2015 - Cindy Blackman - 2016 - presente |

### Percussioni
| - Mike Carabello (Congas) - 1966-67, 1969-71 - Marcus Malone (Congas) -1967-69 - José Chepito Areas (Timbales, Congas) -1969-77, 1988-89 - Rico Reyes (Timbales) -1971, 1972 - Victor Pantoja (Timbales) -1971 - Coke Escovedo (Timbales) -1971-72 | - Pete Escovedo (Timbales) -1971, 1977-79 - James "Mingo" Lewis (Congas) -1972-1972 - Armando Peraza (Congas, Bongos) - 1972-1975, 1977-90 - Francisco Aguabella (Congas) - 1969 - 1971 - Orestes Vilatò (Timbales) -1980-87 - Raul Rekow (Congas) - 1987-2013 - Karl Perazzo (Timbales, Congas, Bongos) - 1991-presente - Paoli Mejías (Congas) - 2013 - presente |

### Altri strumenti
| - Jules Broussard - Sassofono-1974-75 - Oran Coltrane - Sassofono-1992 | - Russell Tubbs - Flauto - 1978 - Bill Ortiz - Tromba - 1999 - 2016 - Jeff Cressman - 1999 - 2016 |

## Discografia

### Album in studio
- 1969 - Santana
- 1970 - Abraxas
- 1971 - Santana III
- 1972 - Caravanserai
- 1973 - Welcome
- 1974 - Borboletta
- 1976 - Amigos
- 1977 - Festival
- 1977 - Moonflower
- 1978 - Inner Secrets
- 1979 - Marathon
- 1981 - Zebop!
- 1982 - Shangó
- 1985 - Beyond Appearances
- 1987 - Freedom
- 1990 - Spirits Dancing in the Flesh
- 1992 - Milagro
- 1999 - Supernatural
- 2002 - Shaman
- 2005 - All That I Am
- 2010 - Guitar Heaven: The Greatest Guitar Classics of All Time
- 2012 - Shape Shifter
- 2014 - Corazón
- 2016 - Santana IV
- 2017 - Power of Peace
- 2019 - Africa Speaks
- 2021 - Blessins and Miracles